# Nurse Betty
Nurse Betty is een Amerikaanse film uit 2000 onder regie van Neil LaBute. De hoofdrollen worden vertolkt door Renée Zellweger, Morgan Freeman, Chris Rock en Greg Kinnear.

## Verhaal
Betty Sizemore leidt een leeg bestaan als vriendelijk serveerster en vrouw van een overspelige man, Del. Haar enige toevlucht vindt ze in een soapserie, waarin een van de rollen wordt vertolkt door George McCord. Ze droomt graag zijn vriendin te zijn en hem ooit eens te ontmoeten. Del werkt als autoverkoper en handelt stiekem in het verkopen van drugs. Een deal loopt uit de hand, met als resultaat dat hij op gruwelijke wijze wordt vermoord door de twee huurmoordenaars Charlie en Wesley. Vader Charlie is een intelligente doch koelbloedige man en zijn zoon Wesley kent, in tegenstelling tot hemzelf, geen greintje fatsoen.
Betty is getuige van de moord en raakt in shock. Ze lijdt vanaf dat moment aan dissociatieve fugue en raakt ervan overtuigd dat ze de ex-verloofde is van dokter David Ravell, het personage van George. Ze begint een reis naar Los Angeles om contact met hem op te nemen en wordt ondertussen op de hielen gezeten door de huurmoordenaars, die denken dat ze betrokken was bij de drugsdeal. Eenmaal aangekomen in Los Angeles komt ze aan bij het ziekenhuis waar ze denkt dat hij werkt. Met hoge moed doet ze er sollicitatie om zuster te worden. Wegens een gebrek aan ervaring en referenties wordt ze geweigerd.
Terug buiten is ze getuige van een schietpartij. Ze redt het leven van een zwaargewonde man door technieken die ze heeft gezien in de soapserie. Het personeel van het ziekenhuis ziet dit en daarom krijgt ze alsnog een baan aangeboden. Door haar aardige karakter en sympathie voor de patiënten maakt ze zich geliefd bij anderen en wordt ze uitgenodigd om te logeren bij Rosa Hernandez, een familielid van een van de patiënten. Zij is Betty dankbaar voor het redden van diens leven en wil haar een gunst doen. Ze doet er alles aan om 'dokter David Ravell' te vinden en merkt dat er iets mis is met haar als ze tot de ontdekking komt dat hij een personage is.
Om haar toch haar moment te gunnen, regelt ze een ontmoeting met George. Betty is ervan overtuigd dat het David is en stelt zich voor als zijn ex-verloofde. George en zijn collega's, onder wie producente Lyla Branch, denken dat ze toneelspeelt en doen mee met het 'rollenspel'. In loop der avond raakt hij van haar gecharmeerd en is hij onder de indruk van haar 'talent voor improvisatie'. Hij denkt dat ze haar doorbraak hoopt te maken als actrice en regelt voor haar een gastrol in de soapserie. Op de set snapt ze aanvankelijk niet wat er aan de hand is en verwart ze George. Hij wordt boos op haar, omdat hij veel moeite heeft moeten doen om haar een rolletje te geven en zij niet weet te presteren.
Tijdens een woedeaanval van George realiseert Betty zich eindelijk dat David niet bestaat en kan ze zich ook de moord herinneren. Ze keert terug naar het huis van Rosa om haar spullen te pakken en vertrekken. Op dat moment hebben Charlie en Wesley haar eindelijk gevonden, net zoals politieagent Ballard en journalist Roy. Wesley houdt Rosa, Ballard en Roy gegijzeld terwijl Charlie Betty apart neemt. Charlie is tijdens de zoektocht verliefd geworden op het idee van Betty. Ze denkt dat hij haar gaat vermoorden, maar hij wilde haar enkel zien. De drie door Wesley gegijzelden mensen weten hem te overmeesteren en schieten hem dood. Al snel luiden er sirenes en gebruikt Charlie zijn eigen pistool om een einde aan zijn leven te maken. Hierna krijgt Betty een rol in de soapserie en gebruikt het geld om opgeleid te worden tot zuster.

## Rolverdeling
| Acteur              | Personage                      |
| ------------------- | ------------------------------ |
| Renée Zellweger     | Betty Sizemore                 |
| Morgan Freeman      | Charlie Quinn                  |
| Chris Rock          | Wesley Quinn                   |
| Greg Kinnear        | George McCord/Dr. David Ravell |
| Aaron Eckhart       | Del Sizemore                   |
| Tia Texada          | Rosa Hernandez                 |
| Crispin Glover      | Roy Ostery                     |
| Pruitt Taylor Vince | Ballard                        |
| Allison Janney      | Lyla Branch                    |
| Kathleen Wilhoite   | Sue Ann Rogers                 |
| Elizabeth Mitchell  | Chloe Jensen                   |

## Achtergrond
In tegenstelling tot Neil LaBute's vorige films, werd Nurse Betty gemaakt met een groot budget. Toen het script was geschreven, had niemand verwacht dat hij in staat was om de film te regisseren. Dat was voor hem de drijfveer om toch de regie op zich te nemen. In september 1998 werd bekendgemaakt dat er met Renée Zellweger, Morgan Freeman en Chris Rock werd onderhandeld voor het spelen van de hoofdrollen. Zellweger wilde de rol graag spelen, omdat ze voorheen voornamelijk sterke en onafhankelijke vrouwen had gespeeld en graag een kwetsbare dame wilde vertolken. Ze vertelde dat ze dol was op het script en er vertrouwen in had dat LaBute er 'iets goeds' van zou maken. Het duurde even voordat het bevestigd was dat ze de titelrol zou spelen, omdat ze druk bezig was met de opnames van The Bachelor (1999).
Aanvankelijk zou de film gedistribueerd worden door Polygram Filmed Entertainment. Dat bedrijf ging echter in zee met Universal Pictures en moest een aantal films schrappen, waaronder Nurse Betty. Nog geen twee weken later besloot Pacifica Film Distribution de film uit te brengen, met Summit Entertainment als internationale distributeur. De financiering van de film kwam voor het grootste gedeelte uit Duitsland. De opnames vonden plaats in het voorjaar van 1999. Pas een jaar later ging de film in première, op het Cannes Film Festival.
Nurse Betty werd positief ontvangen en werd LaBute's beste film genoemd. Ook van Zellweger werd verteld dat ze hierin een van haar beste rollen uit haar gehele carrière speelde. Het merendeel van de critici spraken vol lof en enkel hier en daar werd de film bekritiseerd. Sommigen waren van mening dat de moord op Del te wreed was, maar Freeman legde uit dat dit noodzakelijk was om te laten zien hoe gevaarlijk de huurmoordenaars waren.